# Gomesa rupestris
Gomesa rupestris är en orkidéart som först beskrevs av Docha Neto, och fick sitt nu gällande namn av Emil Lückel. Gomesa rupestris ingår i släktet Gomesa och familjen orkidéer. Inga underarter finns listade i Catalogue of Life.